# آناتولی ایوانیشین
آناتولی ایوانیشین (به انگلیسی: Anatoli Ivanishin) فضانورد اهل کشور روسیه است که در ۱۵ ژانویهٔ ۱۹۶۹ میلادی در ایرکوتسک زاده شد. وی در مأموریت سایوز تی‌ام‌ای-۲۲، اکسپدییشن ۲۹، اکسپدییشن ۳۰ حضور داشته است.